# Joseph Lê Văn Ấn
Joseph Lê Văn Ấn (Hoài Nhơn, 10 settembre 1916 – Ho Chi Minh, 17 giugno 1974) è stato un vescovo cattolico vietnamita.

## Biografia
Joseph Lê Văn Ấn nacque il 10 settembre 1916 nella località di Thác Đá Hạ, ora parte della città di Hoài Nhơn nella provincia di Binh Dinh, in una devota famiglia cattolica con dodici figli.
Entrò in seminario a tredici anni nel 1929 frequentando a Quy Nhơn sia il seminario minore che il seminario maggiore fino a quando venne inviato a Roma su consiglio del vescovo Augustin-Marie Tardieu, vicario apostolico di Quy Nhơn, per completare gli studi.
Fu ordinato presbitero a Roma il 19 marzo 1944 per mano del cardinale Pietro Fumasoni Biondi. Sempre a Roma si laureò in teologia ma studiò anche in Francia dove ottenne la laurea in economia politica e poi in Inghilterra dove conseguì il bachelor of arts.
Tornato in Vietnam nel 1948 si incardinò nel vicariato di Quy Nhơn dove fu nominato parroco della parrocchia di An Ngai a Quang Nam e nel 1956 fu trasferito come parroco a Da Nang e nominato capo distretto della parrocchia. Durante questo periodo, promosse la fondazione di molte importanti istituzioni religiose come la Sao Mai Danang High School.
Il 14 ottobre 1965 papa Paolo VI, con la bolla Dioecesium partitiones, eresse la nuova diocesi di Xuân Lôc, nominandolo primo vescovo. Ricevette l'ordinazione episcopale il 9 gennaio 1966 nella cattedrale del Sacro Cuore di Gesù di Đà Nẵng dall'arcivescovo Angelo Palmas, delegato apostolico in Vietnam.
Durante il suo episcopato promosse la costruzione di importanti strutture religiose nella diocesi come la cattedrale, il palazzo vescovile e il seminario minore San Paolo, precursore del seminario San Giuseppe. Fu anche molto attivo nel provvedere alla migliore istruzione dei seminaristi.
Morì a causa di una malattia dopo un lungo periodo ricoverato all'ospedale di Ho Chi Minh il 17 giugno 1974 all'età di 57 anni.

## Genealogia episcopale
La genealogia episcopale è:
- Cardinale Scipione Rebiba
- Cardinale Giulio Antonio Santori
- Cardinale Girolamo Bernerio, O.P.
- Arcivescovo Galeazzo Sanvitale
- Cardinale Ludovico Ludovisi
- Cardinale Luigi Caetani
- Cardinale Ulderico Carpegna
- Cardinale Paluzzo Paluzzi Altieri degli Albertoni
- Papa Benedetto XIII
- Papa Benedetto XIV
- Papa Clemente XIII
- Cardinale Marcantonio Colonna
- Cardinale Giacinto Sigismondo Gerdil, B.
- Cardinale Giulio Maria della Somaglia
- Cardinale Carlo Odescalchi, S.I.
- Cardinale Costantino Patrizi Naro
- Cardinale Lucido Maria Parocchi
- Papa Pio X
- Papa Benedetto XV
- Papa Pio XII
- Cardinale Eugène Tisserant
- Papa Paolo VI
- Arcivescovo Angelo Palmas
- Vescovo Joseph Lê Văn Ấn